# Zonosaurus rufipes
Zonosaurus rufipes — вид ящірок родини геррозаврових (Gerrhosauridae). Ендемік Мадагаскару.

## Поширення і екологія
Zonosaurus rufipes широко поширені на півночі острова Мадагаскар, в регіонах Діана і Сава, а також на сусідніх островах, зокрема на Нусі-Бе. Вони живуть у вологих тропічних лісах, на висоті від 10 до 1175 м над рівнем моря.

## Збереження
МСОП класифікує стан збереження цього виду як близький до загрозливого. Zonosaurus rufipes загрожує знищення природного середовища.